# Tarifas do Dia da Libertação
As tarifas do Dia da Libertação constituem um amplo pacote de direitos de importação anunciado pelo presidente dos EUA, Donald Trump, em 2 de abril de 2025 — data que ele denominou "Dia da Libertação". Em uma cerimônia no Roseiral da Casa Branca, Trump assinou a Ordem Executiva 14257, Regulando Importações com uma Tarifa Recíproca para Corrigir Práticas Comerciais que Contribuem para Grandes e Persistentes Déficits Anuais de Comércio de Bens dos Estados Unidos. Essa ordem declarou uma emergência nacional em razão do déficit comercial dos Estados Unidos e invocou a Lei Internacional de Poderes Econômicos de Emergência [en] (IEEPA) para autorizar tarifas abrangentes sobre importações estrangeiras.
Trump também assinou a Ordem Executiva 14256, Alteração Adicional aos Direitos que Abordam a Cadeia de Fornecimento de Opioides Sintéticos na República Popular da China, Aplicados a Importações de Baixo Valor, que encerrou a isenção de minimis para a China, intensificando ainda mais a Guerra comercial China–Estados Unidos.
A Ordem Executiva 14257 impôs uma tarifa básica de 10% sobre importações de quase todos os países a partir de 5 de abril, com taxas tarifárias específicas por país programadas para começar em 9 de abril. A administração Trump qualificou essas medidas como "recíprocas", alegando que espelhavam e contrabalançavam barreiras comerciais enfrentadas pelas exportações dos EUA. Analistas comerciais rejeitaram essa caracterização, observando que as tarifas frequentemente excediam as impostas por países estrangeiros e incluíam nações com as quais os EUA mantinham superávit comercial. Economistas argumentaram que a fórmula usada para calcular as tarifas "recíprocas" era excessivamente simplista e pouco relacionada às barreiras comerciais.
O anúncio das tarifas do "Dia da Libertação" provocou uma quebra global nos mercados. Em resposta, a Casa Branca suspendeu os aumentos tarifários de 9 de abril para permitir negociações. Até 31 de julho, Trump havia anunciado acordos com apenas 8 parceiros comerciais: Reino Unido, Vietnã, Filipinas, Indonésia, Japão, Coreia do Sul, União Europeia e uma trégua com a China que expiraria em 12 de agosto. Ele determinou a retomada das tarifas "recíprocas" específicas por país em 7 de agosto de 2025.
Em 28 de maio de 2025, o Tribunal de Comércio Internacional dos Estados Unidos [en] decidiu que Trump extrapolou sua autoridade ao impor tarifas sob a IEEPA e ordenou a revogação das tarifas do "Dia da Libertação". O Tribunal de Apelação para o Circuito Federal dos Estados Unidos emitiu uma suspensão [en] enquanto considerava o recurso da administração, permitindo que as tarifas permanecessem em vigor. As alegações orais estão agendadas para 31 de julho de 2025.

## Antecedentes
Antes do anúncio do "Dia da Libertação", Trump havia implementado várias políticas tarifárias desde seu retorno ao cargo em janeiro de 2025, incluindo tarifas sobre importações de aço e alumínio, além de tarifas direcionadas à China, Canadá e México. A administração também havia anunciado uma tarifa de 25% sobre automóveis e peças automotivas importados, programada para entrar em vigor à meia-noite de 3 de abril de 2025. Essas medidas anteriores já haviam elevado a taxa tarifária média dos EUA para aproximadamente 12%, o nível mais alto desde a Segunda Guerra Mundial, segundo a Pesquisa do Deutsche Bank.

## Política tarifária "recíproca"

### Desenvolvimento
Em um memorando assinado em 13 de fevereiro de 2025, Trump instruiu sua equipe a pesquisar barreiras comerciais monetárias e não monetárias impostas por países estrangeiros contra exportações dos EUA e a desenvolver tarifas "recíprocas" personalizadas para contrabalançar e penalizar cada uma. Ele os orientou a considerar fatores como tarifas existentes, taxas de câmbio e balanças comerciais em sua análise. Lutnick afirmou que sua equipe teria um plano pronto até 1º de abril de 2025. Trump anunciou que revelaria as tarifas recíprocas em 2 de abril de 2025, data que ele chamou de "Dia da Libertação".
A Reuters relatou que a administração Trump enfrentou dificuldades para elaborar tarifas recíprocas porque cada um dos 186 membros da Organização Mundial das Alfândegas aplicava direitos diferentes. A administração inicialmente considerou dividir todos os países em níveis de barreiras comerciais altas, médias e baixas. Posteriormente, o Secretário do Tesouro Scott Bessent e o diretor do Conselho Econômico Nacional Kevin Hassett [en] disseram à Fox Business que a administração se concentraria nos maiores parceiros comerciais dos Estados Unidos e atribuiria taxas tarifárias individualizadas a cada um. Hassett afirmou que "mais de 100 países realmente não têm tarifas sobre nós e não têm barreiras não tarifárias" e que apenas "10 a 15 países" eram uma preocupação.
No entanto, em 30 de março, Trump disse a repórteres: "Não sei quem disse 10 ou 15", descartando a ideia como um "boato" e reiterando planos para implementar tarifas globalmente. Embora vários países tentassem negociar acordos preventivamente nas semanas anteriores a 2 de abril, nenhuma isenção foi concedida. A falta de clareza contribuiu para a volatilidade econômica.
A Bloomberg News relatou que o Conselheiro Sênior Peter Navarro [en] pressionou Trump a adotar uma tarifa global de 25% sobre importações ou uma fórmula tarifária "recíproca" baseada em déficits comerciais, enquanto Bessent e Hassett apoiavam tarifas mais nuançadas e direcionadas. Bessent incentivou o uso de tarifas principalmente como ferramenta de negociação, enquanto Navarro as via como meio para transformar relações comerciais. Trump adotou a ideia de Navarro de tarifas "recíprocas".

### Anúncio
Em um discurso no Roseiral da Casa Branca em 2 de abril de 2025, Trump declarou o dia como "Dia da Libertação", descrevendo-o como "um dos dias mais importantes da história americana" e "nossa declaração de independência econômica". O presidente assinou a Ordem Executiva 14257, que declarou uma "emergência nacional" para lidar com o que ele descreveu como um "déficit comercial grande e persistente dos EUA". Trump afirmou: "Vamos começar a ser inteligentes e vamos enriquecer novamente." Ele disse que a nova política impulsionaria a produção doméstica, criaria empregos americanos e geraria "trilhões e trilhões de dólares para reduzir nossos impostos [en] e pagar nossa dívida nacional [en]". Trump caracterizou a implementação das tarifas como "gentil", dizendo que os EUA tarifariam outros países pela metade da taxa que a administração calculou que valiam suas barreiras comerciais.
Trump revelou uma estrutura tarifária de dois níveis: uma tarifa básica de 10% aplicada a importações de todos os países não sujeitos a outras sanções, e tarifas "recíprocas" adicionais específicas por país variando entre 11% e 50% para as nações com os maiores déficits comerciais com os EUA. A administração afirmou que os déficits comerciais representavam práticas comerciais injustas, ideia contestada por economistas. A tarifa básica de 10% entraria em vigor à 00:01 EDT em 5 de abril de 2025 (04:01 UTC), enquanto as taxas específicas por país começariam à 00:01 EDT em 9 de abril de 2025.
O Politico descreveu as medidas como "a ação protecionista comercial mais significativa dos EUA desde a década de 1930", quando o Congresso aprovou a Lei Tarifária Smoot-Hawley. O presidente do Federal Reserve, Jerome Powell, descreveu as tarifas e seu provável impacto econômico como "significativamente maior do que o esperado".

## Bens excluídos
Os seguintes bens não foram afetados pelas tarifas do "Dia da Libertação", incluindo a tarifa base de 10%:
- Todos os artigos sujeitos ao 50 USC 1702(b), como livros e outros materiais informativos.
- Produtos de aço e alumínio, que foram impactados separadamente por uma tarifa universal de 25% da Seção 232 [en].
- Automóveis e peças automotivas, que foram impactados separadamente por uma tarifa universal de 25% da Seção 232.
- Cobre, produtos farmacêuticos, semicondutores, artigos de madeira, certos minerais críticos, e produtos de energia, alguns dos quais estavam sob investigação para tarifas da Seção 232.
- Quaisquer produtos que venham a ser sujeitos a futuras tarifas da Seção 232.
- Importações do México e do Canadá, que foram impactadas por ordens executivas anteriores. Caso essas ordens sejam revogadas, importações do México e do Canadá não conformes com o USMCA receberão uma tarifa de 12%.
- Importações de países sujeitos à Coluna 2 do HTSUS [en], que na época incluíam Cuba, Coreia do Norte, Rússia e Bielorrússia.[32]
- Smartphones, computadores e diversos componentes eletrônicos foram adicionados à lista de bens excluídos em 11 de abril de 2025.[33]

| País ou território                 | Taxa |
| ---------------------------------- | ---- |
| Argélia                            | 30%  |
| Angola                             | 32%  |
| Bangladesh                         | 37%  |
| Bósnia e Herzegovina               | 35%  |
| Botsuana                           | 37%  |
| Brunei                             | 24%  |
| Camboja                            | 49%  |
| Camarões                           | 11%  |
| Chade                              | 13%  |
| China                              | 34%  |
| RDC                                | 11%  |
| Guiné Equatorial                   | 13%  |
| União Europeia                     | 20%  |
| Ilhas Malvinas (Reino Unido)       | 41%  |
| Fiji                               | 32%  |
| Guiana                             | 38%  |
| Índia                              | 26%  |
| Indonésia                          | 32%  |
| Iraque                             | 39%  |
| Israel                             | 17%  |
| Costa do Marfim                    | 21%  |
| Japão                              | 24%  |
| Jordânia                           | 20%  |
| Cazaquistão                        | 27%  |
| Laos                               | 48%  |
| Lesoto                             | 50%  |
| Líbia                              | 31%  |
| Liechtenstein                      | 37%  |
| Madagáscar                         | 47%  |
| Maláui                             | 17%  |
| Malásia                            | 24%  |
| Maurício                           | 40%  |
| Moldávia                           | 31%  |
| Moçambique                         | 16%  |
| Mianmar                            | 44%  |
| Namíbia                            | 21%  |
| Nauru                              | 30%  |
| Nicarágua                          | 18%  |
| Nigéria                            | 14%  |
| Macedônia do Norte                 | 33%  |
| Noruega                            | 15%  |
| Paquistão                          | 29%  |
| Filipinas                          | 17%  |
| Sérvia                             | 37%  |
| África do Sul                      | 30%  |
| Coreia do Sul                      | 25%  |
| Sri Lanka                          | 44%  |
| Suíça                              | 31%  |
| Síria                              | 41%  |
| Taiwan                             | 32%  |
| Tailândia                          | 36%  |
| Tunísia                            | 28%  |
| Vanuatu                            | 22%  |
| Venezuela                          | 15%  |
| Vietnã                             | 46%  |
| Zâmbia                             | 17%  |
| Zimbábue                           | 18%  |
| Todos os outros países não isentos | 10%  |

## Cálculo da fórmula
Logo após o anúncio, o jornalista financeiro James Surowiecki relatou que a política final de "tarifas recíprocas" parecia calcular o valor das barreiras comerciais de um país dividindo o déficit comercial dos EUA com esse país pelo valor das importações dos EUA provenientes desse país, considerando apenas bens, e não bens e serviços. A taxa de tarifa "recíproca" imposta por Trump era então calculada dividindo esse valor por dois. Por exemplo, dividir o déficit comercial de bens dos EUA em 2024 com a China, US$ 295 bilhões, pelo valor que os EUA importaram da China, US$ 439 bilhões, resulta no valor de barreira comercial de 67% atribuído à China: US$ 295 bilhões ÷ US$ 439 bilhões = 0,67, que, como porcentagem, é 67%.
Assim, a fórmula não se aplica ao caso do Brasil, pois não há déficit comercial dos EUA que sirva de base para o cálculo. As tarifas mais altas foram motivadas por razões políticas – especialmente pela reação de Trump ao julgamento do ex-presidente Bolsonaro, que segue o dentro do sistema judicial brasileiro – e não por questões econômicas, já que na balaça comercial os EUA possui um superávit e não um déficit no comércio bilateral com o Brasil.
A administração Trump posteriormente publicou sua fórmula de barreira comercial online, que se simplificou à mesma fórmula. Com a variável i representando um país, mi representando as importações de bens desse país, e xi representando as exportações de bens para esse país, a fórmula fornecida pela Casa Branca é a seguinte:
A fórmula da administração Trump incluiu medidas de elasticidade definidas como ε = −4 e φ = 0,25, que, quando multiplicadas, resultaram em ε × φ = −1, o que não alterou o resultado, exceto por torná-lo positivo quando ε × φ foi multiplicado por outras partes do cálculo conforme definido na fórmula. Assim, com xi − mi sendo o déficit comercial de bens, a fórmula se simplifica à de Surowiecki:
A taxa de tarifa "descontada" é então calculada dividindo o resultado por 2, resultando na fórmula final:
O Escritório do Representante Comercial dos Estados Unidos [en] (USTR) da administração Trump explicou que as tarifas "são calculadas como a taxa de tarifa necessária para equilibrar os déficits comerciais bilaterais entre os EUA e cada um de nossos parceiros comerciais", com o objetivo de "reduzir os déficits comerciais bilaterais a zero". No entanto, até mesmo países com os quais os EUA têm superávit comercial, como a Austrália, receberam a tarifa base de 10%.

## Superestimação da "reciprocidade"
As tarifas "recíprocas" não são recíprocas, mas sim unilaterais, pois superestimam amplamente as tarifas impostas pelos parceiros comerciais dos EUA. Por exemplo, enquanto a fórmula baseada no déficit comercial traduz um déficit comercial de bens de 39% com a UE em uma tarifa de 20%, as tarifas reais impostas pela UE sobre bens dos EUA têm uma média de apenas 3%.

## Regiões impactadas
A lista inicial da Casa Branca de áreas impactadas incluiu as Ilha Heard e Ilhas McDonald, um território antártico desabitado da Austrália. Uma tarifa de 29% foi proposta para a Ilha Norfolque, que tem uma população de cerca de 2.000 habitantes e também pertence à Austrália; o restante da Austrália recebeu uma tarifa de 10%. A lista inicial também propôs tarifas de 10% sobre o Território Britânico do Oceano Índico, cuja população é composta exclusivamente pelos habitantes da base militar conjunta americana-britânica de Diego Garcia, totalizando cerca de 3.000 contratados militares americanos e britânicos.
A decisão de impor tarifas a algumas dessas regiões parece ter sido baseada em dados comerciais imprecisos. Uma análise dos registros de importação dos Estados Unidos pelo The Guardian revelou que algumas remessas para os EUA foram erroneamente registradas como originárias de territórios remotos em vez de seus países de origem reais. Essas importações mal classificadas incluíam itens como vinho, sistemas de aquário e botas da Timberland.
As tarifas mais altas, de 50%, foram impostas ao Lesoto, descrito por Trump como um país que "ninguém nunca ouviu falar"; uma tarifa de 50% também foi inicialmente proposta para as ilhas São Pedro e Miquelão da França, com uma população de cerca de 5.000 habitantes. Outros países enfrentando algumas das tarifas mais altas são Camboja (49%), Laos (48%), Madagáscar (47%), Vietnã (46%) e Mianmar (44%).

### Regiões excluídas
Seis países foram isentos das tarifas "recíprocas": Bielorrússia, Canadá, Cuba, México, Coreia do Norte e Rússia.
A Casa Branca afirmou que Canadá e México foram isentos porque Trump havia emitido ordens executivas anteriores impondo tarifas de 25% sobre bens não conformes com o USMCA desses dois países. Caso essas ordens fossem revogadas, bens não conformes com o USMCA do Canadá e do México receberiam uma tarifa de 12%.
A secretária de imprensa Karoline Leavitt afirmou que a Rússia foi poupada das tarifas porque as sanções americanas contra o país já "impedem um comércio significativo" entre os dois, e o Secretário do Tesouro Scott Bessent disse que isso ocorreu porque os EUA não têm comércio com a Rússia. Isso ocorreu apesar do valor do comércio EUA-Rússia em 2024 ser de US$ 3,5 bilhões, maior que o comércio dos EUA com países como Maurícia ou Brunei, que receberam tarifas de 40% e 24%, respectivamente.
Da mesma forma, Leavitt citou que Bielorrússia, Cuba e Coreia do Norte foram isentas porque as sanções americanas contra eles já eram altas. No entanto, a Síria, que está sob sanções americanas há 20 anos, recebeu uma tarifa elevada de 41%.

### Reações
Em seu site explicando a fórmula das tarifas "recíprocas", o escritório do USTR citou artigos de vários economistas, muitos dos quais criticaram a Casa Branca por interpretar mal e aplicar incorretamente suas pesquisas. Anson Soderbery, cuja pesquisa foi citada, disse que seu trabalho pretendia desencorajar exatamente o tipo de políticas que a Casa Branca estava implementando. Brent Neiman afirmou que a administração usou a variável errada de sua pesquisa — resultando em valores quatro vezes mais altos — e que os déficits comerciais refletem fundamentos econômicos, não comércio injusto.
Especialistas econômicos criticaram a fórmula por ser excessivamente simplista e com pouca relação com barreiras comerciais, com a The Economist descrevendo-a como "quase tão aleatória quanto taxar você pelo número de vogais em seu nome". Alguns economistas compararam os temores sobre déficits comerciais a preocupações com um "déficit" com uma mercearia, enfatizando que comprar mais do que vender em uma troca mutuamente benéfica não é inerentemente problemático. Veículos de mídia relataram que perguntar ao ChatGPT e outros modelos de linguagem de grande escala por uma fórmula de tarifa global que compensasse déficits comerciais resultou na mesma fórmula usada pela administração.
Em abril de 2025, uma pesquisa Reuters/Ipsos descobriu que 73% dos americanos esperavam um aumento de preços sob as tarifas de Trump, enquanto 57% se opunham às tarifas. Trump também viu uma queda em sua aprovação geral após o anúncio.

## Ordem Executiva 14256
No "Dia da Libertação", o presidente Donald Trump também assinou a Ordem Executiva 14256. Com base em diretrizes anteriores que estabeleceram tarifas sobre bens chineses, a ordem eliminou a isenção de minimis para importações da China e de Hong Kong. Essa isenção permitia que remessas avaliadas em menos de US$ 800 — o limite de minimis — entrassem nos Estados Unidos sem taxas alfandegárias. Sob a nova política, essas remessas da China e de Hong Kong passaram a estar sujeitas a tarifas e procedimentos alfandegários formais.
Trump havia tentado anteriormente revogar a isenção de minimis para a China em 4 de fevereiro de 2025, mas a restabeleceu três dias depois, após o fechamento causar sérios atrasos no processamento em portos de entrada dos EUA. Na ordem executiva, Trump afirmou que o Secretário de Comércio havia confirmado desde então a prontidão dos sistemas alfandegários para gerenciar o aumento de volume. Subsequentemente, a Ordem Executiva 14257 determinou que os Estados Unidos encerrassem a isenção de minimis globalmente assim que a infraestrutura alfandegária estivesse apta a fazê-lo.
Entre os maiores beneficiários da isenção de minimis estavam empresas chinesas de comércio eletrônico, como Shein e AliExpress. Após o fechamento, a empresa chinesa de comércio eletrônico Temu anunciou que pararia de vender bens diretamente da China para clientes americanos.

## Queda de mercado
Imediatamente após o anúncio de Trump em 2 de abril, os mercados de ações globais caíram acentuadamente. Nos mercados japoneses, o Nikkei 225 caiu 2,8%, enquanto o TOPIX caiu 3,1%. Na Europa, o FTSE 100 caiu 1,6%, enquanto o CAC 40 em Paris caiu 3,3%. O DAX alemão também caiu 3,1%. Nos Estados Unidos, os contratos futuros de ações vinculados ao S&P 500 caíram 3,9%. Os futuros do Dow Jones Industrial Average caíram 2,7%, e os futuros do NASDAQ-100 caíram 4,7%.
Em 3 de abril, o Índice S&P 500 caiu mais de 274 pontos, ou 4,88%, a segunda maior perda diária em pontos da história [en], e o Nasdaq Composite caiu mais de 1.050 pontos, ou 5,97%, a maior perda em pontos de sua história [en]. O Dow Jones Industrial Average caiu 1.679,39 pontos, ou 3,98%, então a quinta maior perda em pontos de sua história [en]. No mesmo dia, Bessent disse a "cada país": "não retaliem, fiquem tranquilos, vejam como isso se desenrola, porque, se retaliar, haverá escalada." O presidente Trump disse que os eventos estavam "indo muito bem" e que "os mercados vão disparar, as ações vão disparar, o país vai disparar." Em 6 de abril, enquanto os mercados de ações continuavam a cair, Trump disse que suas tarifas "já estão em vigor, e são uma coisa bela de se ver".
A volatilidade do mercado permaneceu alta quando a tarifa mínima de 10% entrou em vigor em 5 de abril e a China retaliou contra a imposição da tarifa. Em 7 de abril, a negociação de futuros no Japão acionou o circuit breaker após uma queda de 8,03%. Após várias rodadas de escalada de retaliação, os EUA aumentaram a tarifa mínima sobre bens chineses para 145% e a China implementou uma tarifa de 125% sobre bens americanos. A tarifa de minimis dos EUA para remessas chinesas, que havia sido fixada pela OE 14256 em 30%, foi elevada para 120%.

## Pausa de 90 dias
Na manhã de 9 de abril, o chefe de Forex no Deutsche Bank disse aos investidores: "Estamos testemunhando um colapso simultâneo no preço de todos os ativos dos EUA, incluindo ações, o dólar ... e o mercado de títulos." Naquela tarde, Trump anunciou no Truth Social que as tarifas recíprocas específicas por país, que haviam entrado em vigor naquela manhã, seriam pausadas por 90 dias para todos os países, exceto a China. As importações de todos os outros países foram mantidas na tarifa base de 10%. Outras tarifas globais sobre produtos como carros, aço e alumínio, impostas anteriormente sob a Seção 232 da Lei de Expansão Comercial, também permaneceram em vigor.

O Politico relatou que Bessent havia voado para a Flórida alguns dias antes para fazer lobby contra as tarifas junto a Trump, alertando-o que o mercado de ações continuaria a cair a menos que ele mudasse de rumo. O The Wall Street Journal relatou que, enquanto Navarro se reunia com Hasset na manhã de 9 de abril, Bessent e Lutnick aproveitaram a ausência de Navarro para falar novamente com Trump e convencê-lo a pausar as tarifas. Após o recuo, Bessent disse que a pausa tinha como objetivo proporcionar tempo para negociações específicas com cada país. Trump disse aos repórteres: "Achei que as pessoas estavam saindo um pouco da linha ... Sabe, elas estavam ficando um pouco agitadas, com um pouco de medo". Ele disse que estava observando o mercado de títulos, que mostrava sinais de colapso na noite anterior.

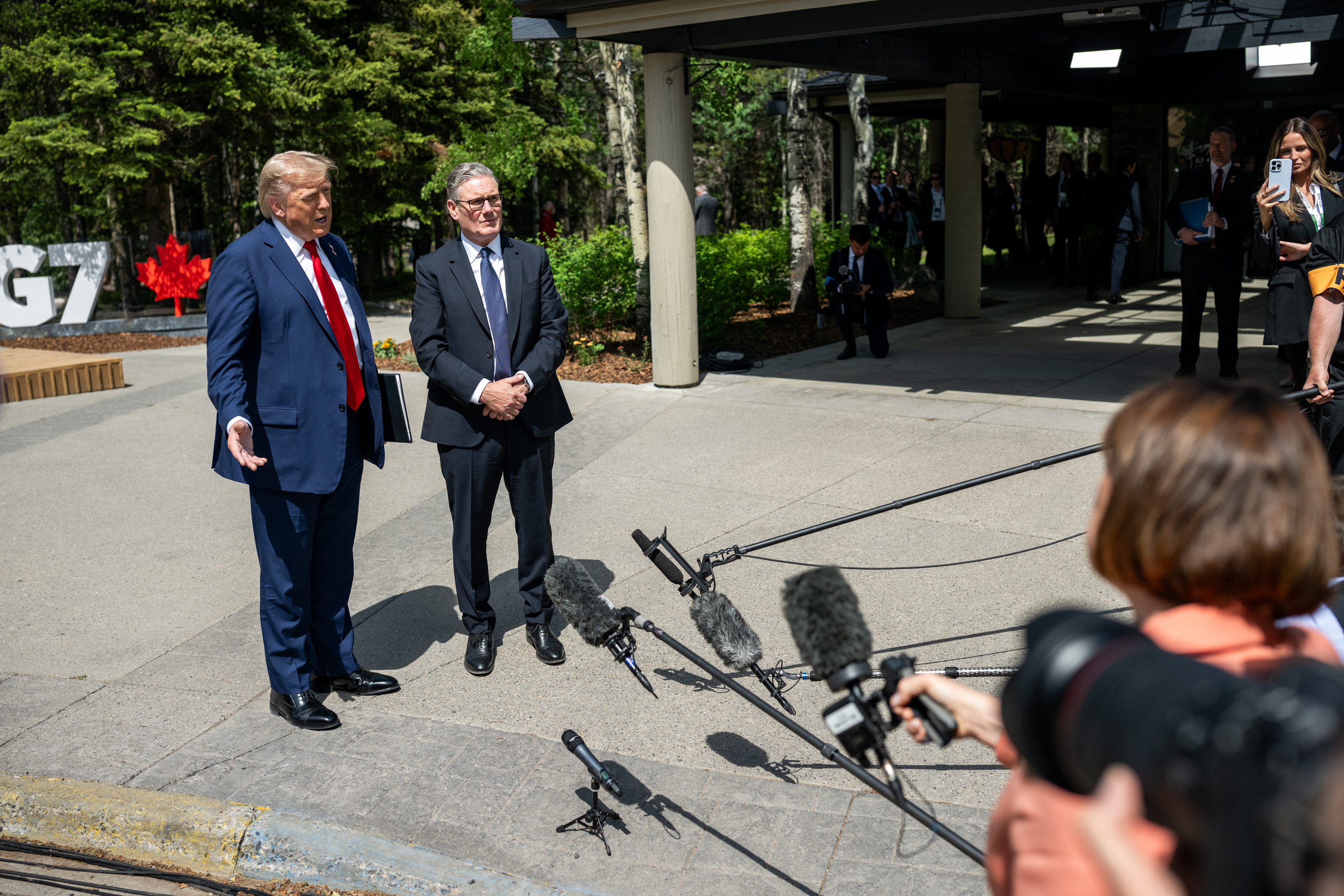
O presidente dos EUA, Donald Trump, e o primeiro-ministro do Reino Unido, Keir Starmer, apresentam seu acordo comercial assinado na 51ª cúpula do G7. Embora o acordo tenha reduzido as tarifas da Seção 232, como as de automóveis, a tarifa de 10% do "Dia da Libertação" permaneceu em vigor.

 As ações subiram minutos após o anúncio da pausa de 90 dias, com o S&P 500 subindo 9,52%, seu maior ganho diário desde 2008. Analistas da Citi alertaram: "Não vemos o cenário como tão animador quanto os mercados veem", observando que as tarifas remanescentes ainda representavam uma carga substancial nova. Analistas da Bloomberg Economics estimaram que a taxa média de tarifas dos EUA ainda aumentaria para 24% em relação aos 2% do ano anterior.
Em 11 de abril, a administração isentou ainda mais eletrônicos, como smartphones e computadores, das tarifas "recíprocas". Trump voltou seu foco para negociar acordos comerciais, supostamente afastando Navarro e nomeando Bessent como seu principal conselheiro econômico.

### Acordos comerciais
Em 8 de maio, o Presidente anunciou seu primeiro acordo comercial pós-"Dia da Libertação" com o Reino Unido. Os Estados Unidos reduziram algumas tarifas da Seção 232, mas a tarifa de 10% imposta sob a Lei Internacional de Poderes Econômicos de Emergência (IEEPA) permaneceu em vigor. No dia seguinte, Trump afirmou que a tarifa base de 10% permaneceria para todas as nações, a menos que os Estados Unidos recebessem uma oferta "excepcional".
Em 12 de maio, os Estados Unidos e a China chegaram a um acordo temporário. A China concordou em reduzir as tarifas sobre produtos americanos para 10%, enquanto os EUA reduziram as tarifas sobre produtos chineses para 30% por 90 dias. Trump também emitiu a Ordem Executiva 14298, que reduziu a tarifa sobre remessas chinesas de minimis de 120% para 54%. No dia seguinte, 13 de maio, o índice S&P 500 registrou desempenho positivo no ano.
Em 2 de julho, Trump anunciou um terceiro acordo com o Vietnã. No entanto, o Vietnã ficou surpreso com o anúncio e não confirmou os termos divulgados. Embora Trump tenha afirmado que os EUA implementariam uma tarifa de 20% sobre produtos vietnamitas e 40% sobre mercadorias transbordadas [en], em troca de uma tarifa de 0% sobre exportações americanas, nenhuma das partes divulgou documentação de suporte.

## Tarifas de 7 de agosto
| 50% ou superior 40% – 49% 30% – 39% |  | 20% – 29% 10% – 19% Estados Unidos/Isento |

| Região                             | 7 de agosto | 9 de abril |
| ---------------------------------- | ----------- | ---------- |
| Afeganistão                        | 15%         | 10%        |
| Argélia                            | 30%         | 30%        |
| Angola                             | 15%         | 32%        |
| Bangladexe                         | 20%         | 37%        |
| Bolívia                            | 15%         | 10%        |
| Bósnia e Herzegovina               | 30%         | 35%        |
| Botsuana                           | 15%         | 37%        |
| Brasil                             | 10%         | 10%        |
| Brunei                             | 25%         | 24%        |
| Camboja                            | 19%         | 49%        |
| Camarões                           | 15%         | 11%        |
| Chade                              | 15%         | 13%        |
| China                              | isento      | 34%        |
| República Democrática do Congo     | 15%         | 11%        |
| Equador                            | 15%         | 10%        |
| Guiné Equatorial                   | 15%         | 13%        |
| União Europeia                     | 15%         | 20%        |
| Ilhas Malvinas (Reino Unido)       | 10%         | 41%        |
| Fiji                               | 15%         | 32%        |
| Guiana                             | 15%         | 38%        |
| Islândia                           | 15%         | 10%        |
| Índia                              | 25%         | 26%        |
| Indonésia                          | 19%         | 32%        |
| Iraque                             | 35%         | 39%        |
| Israel                             | 15%         | 17%        |
| Costa do Marfim                    | 10%         | 21%        |
| Japão                              | 15%         | 24%        |
| Jordânia                           | 15%         | 20%        |
| Cazaquistão                        | 25%         | 27%        |
| Laos                               | 40%         | 48%        |
| Lesoto                             | 15%         | 50%        |
| Líbia                              | 30%         | 31%        |
| Liechtenstein                      | 15%         | 37%        |
| Madagáscar                         | 15%         | 47%        |
| Maláui                             | 15%         | 17%        |
| Malásia                            | 19%         | 24%        |
| Maurícia                           | 15%         | 40%        |
| Moldávia                           | 25%         | 31%        |
| Moçambique                         | 15%         | 16%        |
| Mianmar                            | 40%         | 44%        |
| Namíbia                            | 15%         | 21%        |
| Nauru                              | 15%         | 30%        |
| Nova Zelândia                      | 15%         | 10%        |
| Nicarágua                          | 18%         | 18%        |
| Nigéria                            | 15%         | 14%        |
| Macedônia do Norte                 | 15%         | 33%        |
| Noruega                            | 15%         | 15%        |
| Paquistão                          | 19%         | 29%        |
| Papua-Nova Guiné                   | 15%         | 10%        |
| Filipinas                          | 19%         | 17%        |
| Sérvia                             | 35%         | 37%        |
| África do Sul                      | 30%         | 30%        |
| Coreia do Sul                      | 15%         | 25%        |
| Sri Lanka                          | 20%         | 44%        |
| Suíça                              | 39%         | 31%        |
| Síria                              | 41%         | 41%        |
| Taiwan                             | 20%         | 32%        |
| Tailândia                          | 19%         | 36%        |
| Tunísia                            | 25%         | 28%        |
| Turquia                            | 15%         | 10%        |
| Uganda                             | 15%         | 10%        |
| Reino Unido                        | 10%         | 10%        |
| Vanuatu                            | 15%         | 22%        |
| Venezuela                          | 15%         | 15%        |
| Vietnã                             | 20%         | 46%        |
| Zâmbia                             | 15%         | 17%        |
| Zimbábue                           | 15%         | 18%        |
| Todos os outros países não isentos | 10%         | 10%        |

Um mapa dos países com tarifas totais confirmadas atualmente. Observe que este mapa pode ser atualizado a qualquer momento. Última atualização em 6 de agosto de 2025.

Embora a pausa nas tarifas "recíprocas" específicas por país estivesse programada para expirar em 8 de julho de 2025, dois dias antes do prazo, a administração adiou novamente para 1º de agosto. Em 7 de julho de 2025, Trump assinou a Ordem Executiva 14316, Extendendo a Modificação das Taxas de Tarifas Recíprocas.
Trump começou a enviar cartas aos governos estrangeiros, notificando que novas taxas de tarifas entrariam em vigor em 1º de agosto, a menos que chegassem a um acordo com os Estados Unidos.
Em uma carta ao Brasil, Trump ameaçou impor uma tarifa de 50% enquanto criticava o julgamento de Jair Bolsonaro, um aliado acusado de liderar organização criminosa armada, dano qualificado, deterioração de patrimônio tombado, tentativa de abolição violenta do Estado Democrático de Direito e por golpe de estado que não obteve sucesso. Ele acabou impondo uma tarifa de 40% após declarar uma "emergência nacional" causada pelas políticas do Brasil, além da tarifa "recíproca" de 10%. O presidente brasileiro Lula disse que seu governo responderia com tarifas retaliatórias de valor equivalente, após a aprovação de uma lei brasileira de reciprocidade logo após o "Dia da Libertação". Outras ordens executivas adicionaram uma tarifa de 30% sobre importações do México e 35% sobre as do Canadá. A Índia recebeu uma tarifa de 25% como penalidade por suas compras de petróleo russo [en], além da tarifa "recíproca" de 25%.
Trump anunciou cinco acordos adicionais até o novo prazo. A Indonésia obteve uma redução de 32% para 19%, e as Filipinas negociaram uma redução de 20% para 19%, enquanto ambos concordaram em reduzir as tarifas sobre produtos americanos para 0%. Japão, Coreia do Sul e a UE receberam uma tarifa de 15% após prometerem comprar ou investir bilhões nos EUA. Os detalhes desses acordos eram pouco claros. A UE afirmou que seu acordo não era juridicamente vinculativo e que, embora Trump tenha dito que eles prometeram US$ 600 bilhões em investimentos privados, a UE não tinha autoridade para cumprir esse compromisso.
Em 31 de julho, Trump assinou uma Ordem Executiva, Modificando ainda mais as taxas de tarifas recíprocas, que determinou que as tarifas "recíprocas" específicas por país fossem retomadas em 7 de agosto, em vez de 1º de agosto, como esperado. As novas taxas de tarifas entraram em vigor em 7 de agosto, elevando a taxa média efetiva de tarifas dos EUA para mais de 17%, a maior desde a Grande Depressão, segundo um laboratório de pesquisa de Yale.

## Desafios legais
Pelo menos sete processos foram abertos em tribunais federais americanos questionando a autoridade de Trump para impor tarifas sob a IEEPA. Em 28 de maio de 2025, o Tribunal de Comércio Internacional dos Estados Unidos (CIT) emitiu uma decisão sumária para V.O.S. Selections, Inc. v. Trump [en] e Oregon v. Department of Homeland Security, determinando que Trump extrapolou sua autoridade sob a IEEPA. Segundo a Thomson Reuters, o CIT considerou as tarifas ilegais porque "a emergência nacional desencadeadora não tinha conexão racional com as medidas comerciais impostas". O tribunal invalidou todas as tarifas impostas por Trump sob a IEEPA, incluindo as tarifas do "Dia da Libertação".
Um tribunal distrital de Washington D.C. também decidiu contra a administração Trump em Learning Resources v. Trump, e foi além do CIT ao determinar que a IEEPA não autoriza tarifas de forma alguma.
Ambas as decisões estão suspensas enquanto a administração apela, permitindo que as tarifas permaneçam em vigor. As audiências no Tribunal de Apelação para o Circuito Federal dos Estados Unidos ocorreram em 31 de julho de 2025.